# Hird
O hird, na história de Noruega, era um séquito informal de companheiros de armas durante a Idade Média, às vezes também chamados huscarles, mas longe de ser um núcleo forte de "guardas" a serviço da coroa como exército real, desenvolveram um tipo de corte nobre mais próxima a uma unidade familiar.
O termo procede do vocábulo em nórdico antigo hirð, e também existe em anglo-saxão hir(e)d "família, séquito, corte" ou quiçá deriva do cognitivo antigo alto alemão heirat "casal", já que ambos podem significar assim mesmo "corpo de homens". Este termo utiliza-se igualmente com frequência nas sagas nórdicas e os códices de leis, é um termo medieval - as sagas escritas durante o século XII principalmente usando a língua de seu tempo. Existe incerteza de como foi substituído o termo, ainda que em dinamarquês hlid ou lið se usou em diversas fontes dinamarquesas para os guerreiros viquingues seguidores de Canuto, o Grande.
Durante o reinado de Haakon IV da Noruega (1204–1263) o hird norueguês não estava focado exclusivamente a uma função militar e teve certas subdivisiões baseadas em formas continentais, como os escudeiros (kertilsveinr, literalmente "homens do cirio", quem portavam os cirios que iluminavam os cerimoniais do hird), homem de armas (hirdmenn) e cavaleiros (skutilsveinr, literalmente "homens de lsa mesa"). Teve também gestir para castas baixas, quem recebiam só meio pagamento e serviam como uma espécie de serviço de inteligência, mas não lhes estava permitido compartilhar a mesa real com os ágapes, a exceção de Natal e Páscoa, quando o hird se reunia em sua totalidade e recitava o código de leis, o Hirdskraa. Os níveis mais altos do hird estavam ocupados por um número de oficiais de alto posto, ao que se somava outro numeroso grupo de oficiais de fora. Em algum momento durante o reinado de Magno VI as velhas leis do hird incorporaram-se ao Hirdskraa. Durante o reinado de Haakon V (1299–1319) os títulos nobiliárquicos adaptaram-se exclusivamente em favor dos existentes no resto de Europa, ainda que existiu uma ênfase particular em realçar o hird real norueguês como uma comunidade de iguais, uma corporação cavalariça de guerreiros onde o rei era o primeiro entre os iguais.

## Hirdman
Hirdman (plural Hirdmen) é uma palavra escandinava, especialmente em norueguês e sueco, que significa literalmente membro do hird. Usou-se originalmente como título, inclusive na mitologia nórdica, para colegas informais ou séquito dos poderosos, com frequência nos tempos do paganismo nórdico, atribuído a colegas de armas.
Quando o hird real norueguês evoluiu a um corte formal, os hirdman ostentavam a faixa mais alta e lhes permitia compartilhar assento nos conselhos reais (a forma feudal de um gabinete de consulta) e com direito a palavra em assuntos de governo e outros temas importantes.
Durante o governo nazista e colaboracionista de Vidkun Quisling, a palavra recuperou seu sentido original de guerreiros para suas tropas (Hirden).

## Presença do hird nas sagas nórdicas
- Sagas reais: Fagrskinna, Heimskringla, Óláfs saga helga.
- Sagas islandesas: Saga de Egil Skallagrímson, Fornmanna Sögur em Hulda-Hrokkinskinna.